# 御池山クレーター

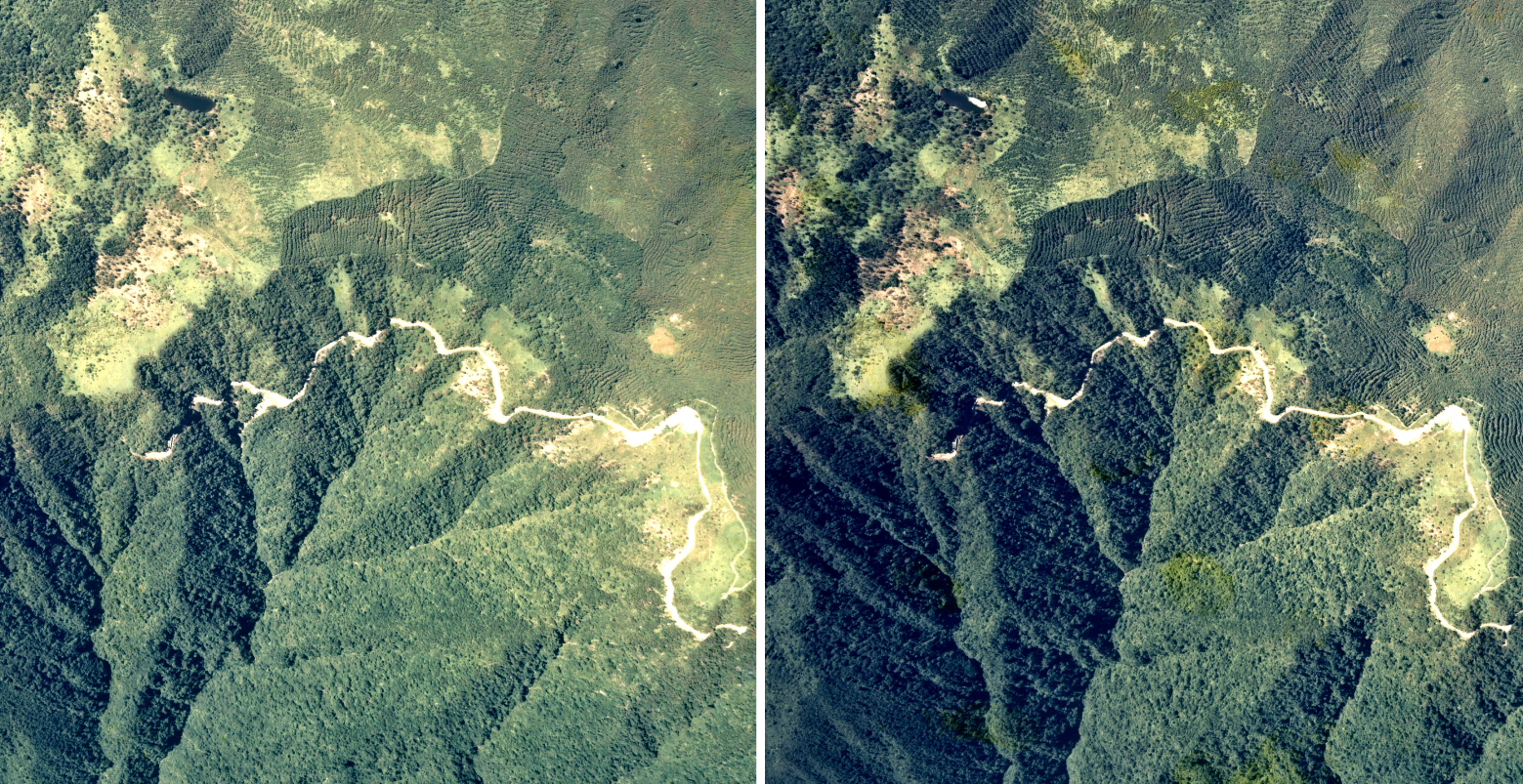
御池山クレーターとされる地形のステレオ空中写真（1976年） 写真の白線の内側にある扇形のくぼみがそれにあたる。写真右側が北。

御池山クレーター（おいけやまクレーター）とは、赤石山脈（南アルプス）南部を構成する山の1つである標高約1,905 メートルの御池山付近に存在する、隕石衝突によって形成されたクレーターと提案されている地形。仮に国際的な認定がされた場合、地球上に痕跡が現存するクレーターとしては小型ながら、日本国内では初めて確認された隕石衝突の結果の痕跡となる。このクレーターは、長野県飯田市（旧上村）内、南アルプス南部の御池山（1,905メートル）付近に位置する。このクレーターは直径約900メートルで、現在残っているのは全体の4割ほどである。以前からこの地形の中を遊歩道が通っており、実際にクレーター内を散策でき、展望台からも一望できる。

## 由来
地勢に詳しいごく一部のハイカーは独特の地形から隕石クレーターではないかとの疑問をもっていた。その疑問をもとに岩石サンプルを採り岡山理科大学に鑑定依頼した小学校教頭（2003年当時）により、このクレーターは数万年前に直径40 - 50メートルほどの天体が衝突した痕跡であることが確認された。
その根拠となったものは、この地形から「PDFs」と呼ばれる構造を持つ衝撃石英が発見されたことによる。これは隕石衝突などの極めて強い衝撃と圧力によって生成されるもので、通常の地層には存在しないものである。この構造の特徴は顕微鏡下での縞模様にあり、この点で石英が高温超高圧下で穀粒状に変性するスティショバイトとは異なる。また、衝突クレーターの存在を示唆する負の重力異常の観測結果が学会講演で発表されている。更に、2015年にはクレーター外縁から約400メートル離れた地点の岩石サンプル中から「スフェルール（spherule）」が見つかり、誘導結合プラズマ質量分析(LA-ICP-MS)で分析した結果、隕石物質が発見されたと学会講演で発表されている。ただし、以上の報告は、厳しい査読がある国際学術誌での論文ではないため、隕石クレーターとして学術的に認定されているとは言い難い。今後、NatureやScienceなどの一流国際学術誌での論文としての発表が期待される。

## 資料
同現象は2003年（平成15年）9月に国立極地研究所で開催された国際シンポジウムにおいて、飯田市立竜丘小学校の教頭・ 坂本正夫と岡山理科大学の研究チームらによる「中部日本、御池山クレーターからの面状微細変形組織」と題して、発表された。